# 三重県道715号館町通線
三重県道715号館町通線（みえけんどう715ごう たちちょうとおりせん）は、三重県伊勢市内を走る一般県道である。

## 概要

### 路線データ

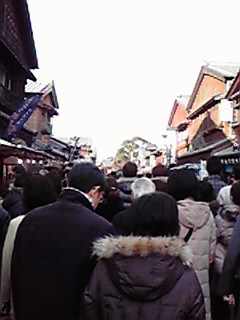
宇治中之切町付近
（2009年1月4日撮影）

- 起点：三重県伊勢市宇治今在家町（内宮宇治橋前）
- 終点：三重県伊勢市通町（県道102号交点）
- 実延長：6,368m

## 路線状況
ほぼ全区間にわたり道幅が狭く、JR参宮線の踏切においては自動車の通行が禁止である。伊勢おはらい町通りは一部日時を除き、通行規制はないものの、歩行者で賑わっており車両の通行には適していない。2021年（令和3年）7月14日、伊勢市宇治館町 - 同市楠部町地内で実施してきた道路改良工事および御側橋の架替工事が完成した。

### 別名
- 伊勢おはらい町通り（伊勢市）

### 通称
起点から赤福本店前までの区間は伊勢おはらい町通りと呼ばれている。

## 地理

### 通過する自治体
- 三重県伊勢市

### 接続する道路
- 三重県道12号伊勢南勢線
- 三重県道32号伊勢磯部線
- 三重県道37号鳥羽松阪線（重複）
- 三重県道102号伊勢二見線

### 周辺
- 皇大神宮（伊勢神宮内宮）
- おかげ横丁
- 五十鈴公園
- 伊勢市役所 四郷支所
- 鹿海町公民館
- 鹿海神社
- 加努弥神社